# Coelometopon mussardi
Coelometopon mussardi är en skalbaggsart som beskrevs av Emile Janssens 1975. Coelometopon mussardi ingår i släktet Coelometopon och familjen vattenbrynsbaggar. Inga underarter finns listade i Catalogue of Life.